# میخائیل تولستیخ
میخائیل سرگی‌یویچ تولستیخ (اوکراینی: Михайло Сергійович Толстих، روسی: Михаи́л Сергéевич Толсты́х؛ ۱۹ ژوئیه ۱۹۸۰ – ۸ فوریه ۲۰۱۷) که بیشتر با نام سازمانی گیوی شناخته می‌شود، یکی از فرماندهان جمهوری خلق دونتسک بود. او فرمانده گردان سومالی از واحدهای نظامی جمهوری دونتسک بود.

## زندگی‌نامه
تولستیخ در مصاحبه با روزنامه کومسومولسکایا پراودا گفت که اهل ایلووایسک بوده و از سال ۱۹۹۸ تا ۲۰۰۰ به عنوان سرباز وظیفه در یک مرکز آموزشی نظامی ارتش اوکراین خدمت کرده‌است و قصد داشته پس از سال ۲۰۰۰ به عنوان یک سرباز داوطلب در ارتش به خدمت ادامه دهد، اما به دلیل اختلال گفتاری مورد پذیرش قرار نگرفته است. او سپس در کارخانه تولید سیم بکسل و همچنین نگهبانی از یک سوپرمارکت مشغول به کار شد. او در مصاحبه ای اظهار داشت که پدربزرگ و مادربزرگش اصالتی گرجی داشته‌اند. نام مستعار او گیوی بود که نامی گرجی است.
تولستیخ در مراحل اولیه جنگ به شورشیان پیوست و در نبرد ایلوایسک شرکت داشت. گیوی گردان سومالی را در نبرد دوم فرودگاه دونتسک رهبری کرد. روزنامه دیلی تلگراف مقاله کوتاهی در مورد او نوشت که در آن به مصاحبه ای که او با تلویزیون نووروسیه انجام داده بود اشاره کرد. هنگام انجام این مصاحبه نزدیکی محلی که او و سایر نیروهای جدایی طلب در آن حضور داشتند توسط ارتش اوکراین گلوله‌باران شد.
در ۱۶ فوریه ۲۰۱۵، تولستیخ در فهرست تحریم‌های شورای اروپا قرار گرفت. در سال ۲۰۱۶، دولت اوکراین او را انجام به جنایاتی از جمله ایجاد سازمان تروریستی، آدم‌ربایی و سوء استفاده از اسیران جنگی متهم کرد.

### برخورد با زندانیان
در ژانویه ۲۰۱۵، چندین ویدئو از تولستیخ در حال آزار و اذیت فیزیکی زندانیان دستگیر شده در نبرد دوم فرودگاه دونتسک منتشر شد. در این ویدیو تولستیخ شمشیر به دست دیده می‌شود؛ او سپس اسرای اوکراینی را به زور وادار به خوردن علائم و نشان‌های نظامی کنده شده از روی لباس‌هایشان می‌کند. الکساندرا ماتویچوک، رئیس مرکز آزادی‌های مدنی مستقر در کی‌یف آنچه در فیلم دیده می‌شود را «نقض فاحش کنوانسیون‌های ژنو» خواند و گفت که در حال آماده‌سازی زمینه برای پیگرد قانونی این قضیه است.

### مرگ
اوایل صبح ۸ فوریه ۲۰۱۷، تولستیخ در حالی که در دفتر خود در دونتسک مشغول به کار بود، بر اثر انفجار کشته شد. گفته می‌شود او بر اثر انفجار راکت RPO-A اشمل که از فاصله نامعلومی شلیک شده بود، کشته شد. مقامات جمهوری خلق دونتسک نیروهای اوکراینی را به انجام این حمله متهم کردند، در حالی که مقامات امنیتی اوکراین ادعا کردند که این واقعه نتیجه درگیری‌های داخلی درون جمهوری خلق دونتسک بوده‌است. در سال ۲۰۲۲، یوری بوتوسوف، روزنامه‌نگار ادعا کرد که تولستیخ توسط یک واحد ضد جاسوسی سرویس امنیتی اوکراین (SBU) و با فرمان رئیس‌جمهور وقت اوکراین، پترو پروشنکو کشته شد.